# Merzario A1
O  A1/A1B  é o modelo da Merzario das temporadas de 1978 e 1979 da F1. Foi guiado por Arturo Merzario e Alberto Colombo.